# Ex-ex-gay
Ex-ex-gay é um termo utilizado para denominar aquelas pessoas que, por algum tempo diziam ter conseguido um caminho para converter sua homossexualidade em heterossexualidade através de terapias de reorientação sexual, religiosas ou não, quando se autodenominam ex-gays, mas que, numa terceira etapa, voltam novamente a assumir a sua homossexualidade, quer de forma voluntária ou após revelações feitas por terceiros.
Tais terapias geralmente são oferecidas por organizações cristãs e são apresentadas não como terapia propriamente dita, mas como conselho religioso. No entanto, são consideradas ilegítimas pelos órgãos profissionais de saúde mental do Brasil, dos Estados Unidos, e de vários outros países ocidentais.
O terapeuta e professor de psicologia clínica da Universidade da Basiléia, na Suíça, Udo Rauchfleisch, afirma que a verdadeira orientação sexual da pessoa, com seus sentimentos entrelaçados, com suas fantasias eróticas e sexuais, assim como com suas preferências sociais, não permitem modificação.
Ao mesmo tempo, existe uma variedade de organizações religiosas minoritárias pertencentes ao cristianismo que praticam uma aceitação plena de pessoas homossexuais, lésbicas, bissexuais e trans em seu meio, onde a sua orientação sexual e identidade de género é declaradamente aceita e é celebrada como uma dádiva divina e onde são celebradas uniões de pessoas do mesmo sexo.